# Euclides Lucena Neto
Euclides Lucena Neto é um artista plástico brasileiro, especializado no trabalho com metais. É referência nacional na conservação e restauro de metais artísticos e estruturais em edifícios históricos, esculturas e objetos de arte.

## Vida e Carreira
Lucena Neto, como é conhecido profissionalmente, é neto do Sr. Euclides Lucena, fundador da Fundição Capunga, principal fábrica de objetos e estruturas de ferro fundido do Estado de Pernambuco que existiu entre 1932 e o final da década de 1990. Quando criança, Lucena Neto costumava ir à fábrica para ver e aprender as diversas técnicas ali utilizadas. Mas depois do ensino médio, cursou Engenharia Civil na Universidade de Pernambuco e Administração de Empresas na Universidade Federal de Pernambuco. Mas logo após a conclusão começou a trabalhar em vários bancos do Recife onde alcançou cargos importantes como gerente, executivo e diretor internacional.
Em 2007 sofreu uma grave isquemia cerebral que obrigou-o a recorrer à arte como fisioterapia e psicoterapia. Este evento criou para ele um projeto de vida completamente novo. Embora seja autodidata na maioria dos aspectos da metalurgia, Lucena fez vários cursos com outros mestres para refinar suas técnicas. Desde então, além de suas próprias obras de arte, Lucena participou, como restaurador, consultor ou líder de equipe, de vários projetos de restauração de edifícios históricos em seu estado natal e deu palestras e seminários em várias instituições de ensino superior ou instituições dedicadas às artes e ofícios.
Em 2012, o Instituto do Patrimônio Histórico e Artístico Nacional-IPHAN nomeou Lucena Neto como "Mestre Vivo no Restauro de Metais". Em 2022 Lucena Neto foi um dos 20 jurados nacionais do Prêmio Rodrigo Melo Franco de Andrade, uma das maiores honrarias concedidas pelo IPHAN a pessoas e instituições que atuam em prol do patrimônio cultural nacional.

## Principais Trabalhos

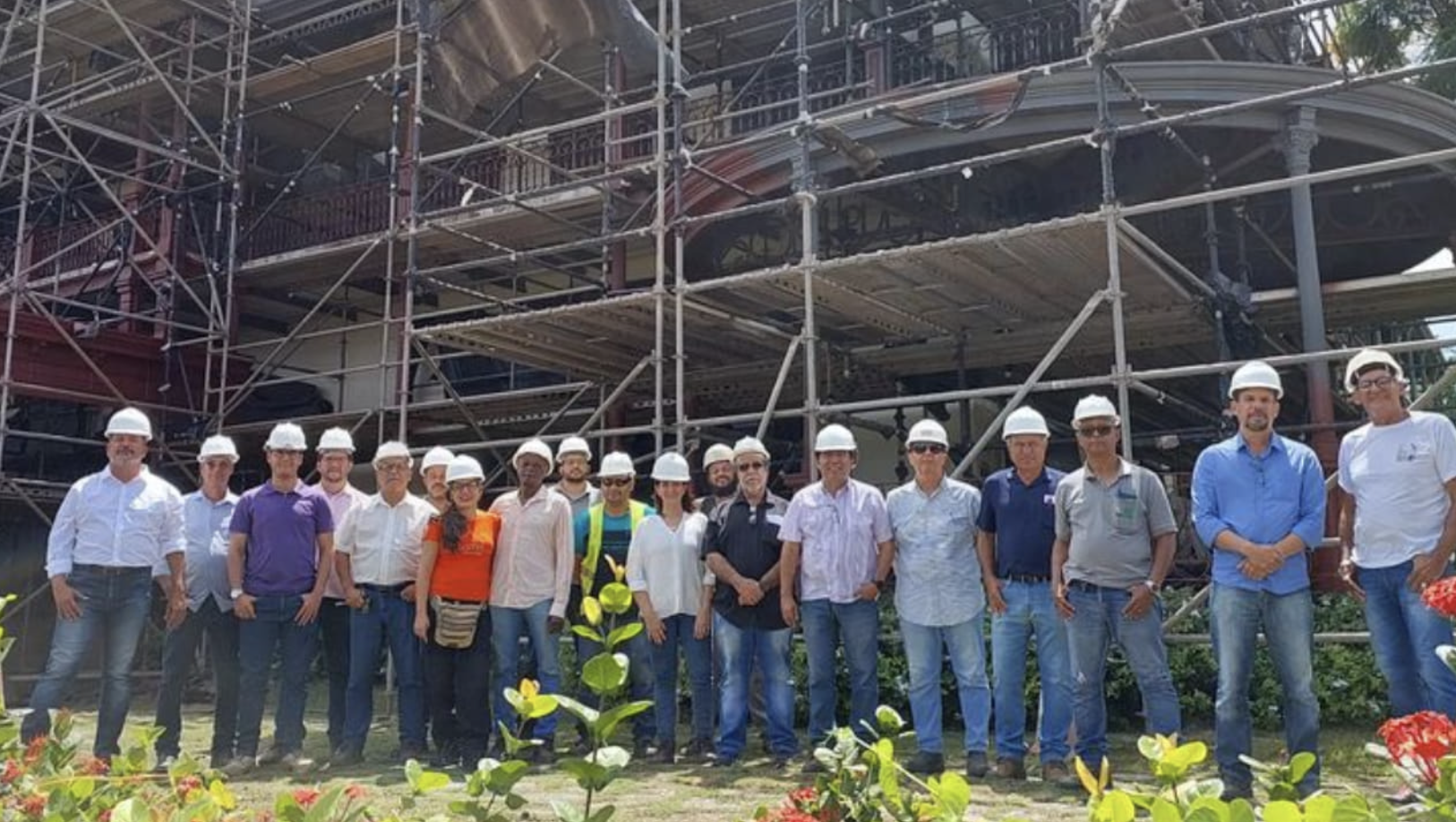
Equipe de restauro da Casa de Ferro da Família Brennand com Lucena ao centro

- Restauração dos lustres de cristais imperiais do Teatro do Parque em Recife;[4]

- Restauração das esculturas de metal da fachada do Paço da Alfândega em Recife;[5]
- Consultoria e acompanhamento das equipes no restauro da estrutura de metal e das obras de arte em metal da Faculdade de Direito do Recife;
- Casa de Ferro (Iron House) da Família Brennand no Recife;
- Restauração da estrutura de metal do edifício histórico do Porto Digital (incubadora de startup apoiada pelo Governo do Estado de Pernambuco);[6]
- Restauração da escultura da artista holandesa Marianne Houtkamp "Samburu Dance"[7] para o Museu da Abolição em Recife;[8]
- Leão de Toscana - escultura própria na técnica de resino-quartzo instalada no edifício Pallazzo di Toscana em João Pessoa, Paraíba;[9]
- Criatura das Águas - escultura própria localizada no Hotel Ba'ra in João Pessoa, Paraíba.[10]

## Principais Parcerias

Lucena (último na esquerda) na exposição TRT Art&Hobby no Tribunal Regional do Trabalho em Recife, Pernambuco, em maio/2023.[https://www.trt6.jus.br/portal/noticias/2023/05/03/abertura-do-trt-art-hobby-reune-magistradosas-e-servidoresas

- Instituto do Patrimônio Histórico e Artístico Nacional-IPHAN
- Faculdade de Direito do Recife da Universidade Federal de Pernambuco - UFPE
- Fundação do Patrimônio Histórico e Artístico de Pernambuco - FUNDARPE
- Instituto Brasileiro dos Museus - IBRAM
- Centro de Estudos Avançados de Conservação Integrada - CECI - Olinda, Pernambuco - Curso de Restauro de Metais
- Fundição Capunga (E. Lucena S/A)
- Laboratório de Arqueologia para a Conservação e Restauração - LACOR-UFPE
- Escola de Ofícios de Mariana, Minas Gerais
- Fundação de Arte de Ouro Preto, Minas Gerais